# Hrabstwo Kittson

Piramida wieku hrabstwa

Hrabstwo Kittson ze stolicą w Hallock znajduje się w północno-zachodniej części stanu Minnesota, USA. Według danych z roku 2005 zamieszkuje je 4792 mieszkańców, z czego 98,09% stanowią biali. Nazwa hrabstwa pochodzi od nazwiska jednego z pierwszych pionierów w tej okolicy, Normana Kittsona.

## Warunki naturalne
Hrabstwo zajmuje obszar 2858 km² (1104 mi²), z czego 2841 km² (1097 mi²) to lądy, a 17 km² (7 mi²) wody. Graniczy z 4 innymi hrabstwami oraz 1 prowincją w Kanadzie:
- Prowincja Manitoba (północ)
- Hrabstwo Roseau (wschód)
- Hrabstwo Marshall (południe)
- Hrabstwo Walsh (południowy zachód)
- Hrabstwo Pembina (zachód)

### Główne szlaki drogowe
| - U.S. Highway 59 - U.S. Highway 75 - Minnesota State Highway 11 | - Minnesota State Highway 171 - Minnesota State Highway 175 - Minnesota State Highway 220 |

## Demografia
Według spisu z 2000 roku hrabstwo zamieszkuje 5285 osób, które tworzą 2167 gospodarstw domowych oraz 1447 rodzin. Gęstość zaludnienia wynosi 2 osoby/km². Na terenie hrabstwa jest 2719 budynków mieszkalnych o częstości występowania wynoszącej 1 budynek/km². Hrabstwo zamieszkuje 98,09% ludności białej, 0,15% ludności czarnej, 0,26% rdzennych mieszkańców Ameryki, 0,25% Azjatów, 0,38% ludności innej rasy oraz 0,87% ludności wywodzącej się z dwóch lub więcej ras, 1,27% ludności to Hiszpanie, Latynosi lub inni. Pochodzenia norweskiego jest 30,1% mieszkańców, 25,7% szwedzkiego, 13,7% niemieckiego, a 6,6% polskiego.
W hrabstwie znajduje się 2167 gospodarstw domowych, w których 29,2% stanowią dzieci poniżej 18. roku życia mieszkający z rodzicami, 57,4% małżeństwa mieszkające wspólnie, 6% stanowią samotne matki oraz 33,2% to osoby nie posiadające rodziny. 30,5% wszystkich gospodarstw domowych składa się z jednej osoby oraz 16,3% żyję samotnie i jest powyżej 65. roku życia. Średnia wielkość gospodarstwa domowego wynosi 2,37 osoby, a rodziny 2,96 osoby.
Przedział wiekowy populacji hrabstwa kształtuje się następująco: 25,1% osób poniżej 18. roku życia, 5,5% pomiędzy 18. a 24. rokiem życia, 23,7% pomiędzy 25. a 44. rokiem życia, 24,2% pomiędzy 45. a 64. rokiem życia oraz 21,6% osób powyżej 65. roku życia. Średni wiek populacji wynosi 42 lata. Na każde 100 kobiet przypada 98,4 mężczyzn. Na każde 100 kobiet powyżej 18. roku życia przypada 98,6 mężczyzn.
Średni dochód dla gospodarstwa domowego wynosi 32 515 dolarów, a średni dochód dla rodziny wynosi 40 072 dolarów. Mężczyźni osiągają średni dochód w wysokości 30 240 dolarów, a kobiety 21 320 dolarów. Średni dochód na osobę w hrabstwie wynosi 16 525 dolarów. Około 8% rodzin oraz 10,2% ludności żyje poniżej minimum socjalnego, z tego 11,3% poniżej 18 roku życia oraz 10,4% powyżej 65. roku życia.

## Miasta
- Donaldson
- Hallock
- Halma
- Humboldt
- Karlstad
- Kennedy
- Lake Bronson
- Lancaster
- St. Vincent